# Марсель Бріллюен
Луї́ Марсе́ль Бріллюе́н (фр. Louis Marcel Brillouin; 1854—1948) — французький фізик і математик.
Його батько був художником, який переїхав до Парижа, коли Марсель був дитиною. Там вступив у ліцей Кондорсе. Сім'я повернулася до Мелле під час франко-прусської війни 1870 року, рятуючись від бойових дій. Там він навчався за дідовими книгами з філософії. Після війни повернувся до Парижа і 1874 року вступив до Вищої нормальної школи, яку й закінчив 1878 року. Став асистентом фізики Колеж де Франс і водночас проходив аспірантуру з математики та фізики, яку закінчив 1881 року. Потім почав працювати доцентом кафедри фізики в університетах Нансі, а потім Діжона й Тулузи, перш ніж повернутися до Вищої нормальної школи в Парижі 1888 року. Пізніше, від 1900 до 1931 року був професором математичної фізики в Колеж де Франс.
За час кар'єри став автором понад 200 експериментальних та теоретичних праць із широкого кола питань, серед яких кінетична теорія газів, в'язкість, термодинаміка, електрика та фізика плавлення. Зокрема:
- побудував нову модель балансу Етвеша,
- досліджував потоки Гельмгольца та стабільність літаків,
- працював над теорією припливів.

В одній із праць демонструє, що чорна діра — це нонсенс, який відсутній в оригінальній метриці Шварцшильда.
Його син, Леон Бріллюен, також відомий фізик.